# Герман Ріль
Герман Ріль (нім. Hermann Rihl; 28 березня 1895, Зальцбург, Австро-Угорщина — 14 липня 1918, Тренто, Королівство Італія) — австро-угорський спелеолог і офіцер, лейтенант резерву (1 серпня 1917).

## Біографія
Навчався на фармацевта, був пристрасним спелеологом. 2 серпня 1913 року разом з Ервіном Ангермаєром і Александером Мерком фон Меркенштайном першим підкорив крижану стіну в печері Айсрізенвельт. В тому ж році разом з Мерком відкрив печеру «Тронний зал імператора Карла» в горі Унтерсберг. З 1915 року брав участь у Першій світовій війні. Загинув у бою.

## Нагороди
- Срібна і бронзова медаль «За хоробрість» (Австро-Угорщина)
- Військовий Хрест Карла
- Хрест «За військові заслуги» (Австро-Угорщина) 3-го класу з військовою відзнакою і мечами — нагороджений посмертно.